# Django (chanson)
 (août 2018).
Pour les articles homonymes, voir Django.
Singles de Dadju
Bob Marley
(2018) Bella ciao
(2018)
Clip vidéo
[vidéo] « Django », sur YouTube
Django est une chanson du chanteur français Dadju en featuring avec Franglish extraite de l'album Gentleman 2.0. Elle est sortie en single le 4 mai 2018 sur le label Polydor.

## Classements et certifications

### Classements hebdomadaires
| Classement (2017-19)                     | Meilleure position |
| ---------------------------------------- | ------------------ |
| Belgique (Wallonie Ultratop 50 Singles)  | 35                 |
| Belgique (Wallonie Ultratop 50 Airplay)  | 44                 |
| Belgique (Wallonie Ultratop R&B/Hip-Hop) | 7                  |
| France (SNEP)                            | 16                 |

### Classement de fin d'année
| Classement (2018) | Meilleure position |
| ----------------- | ------------------ |
| France (SNEP)     | 29                 |

### Certification
| Pays          | Certification | Ventes certifiées |
| ------------- | ------------- | ----------------- |
| France (SNEP) | Diamant       | 233 333           |